# ねおスイート
ねおスイートとは、岐阜県農業技術センターが開発した柿の品種。

## 概要
高糖度系品種の「新秋」とサクサクとした食感の「太秋」を交配して誕生した品種。「新しい（Neo）食感」と柿の主要産地を流れる根尾川をかけた「ねお」に、非常に甘い特徴から「スイート」をあわせて命名された。
全国的に柿の流通販売量が最も多いのは10月だが、岐阜県産の柿の8割は11月以降に出荷されていた。そのため、岐阜県で多く生産されている「富有」より早い10月に収穫可能な完全甘ガキで、量販店でも扱いやすい中玉で収益性が高い品種育成を目標に開発が始められた。2005年（平成17年）度の交雑によって得られた個体を養成し、2009年（平成21年）度の初結実以降に選抜を進めた。2012年（平成24年）度からは揖斐郡大野町と本巣市で現地試験を実施し、2014年（平成26年）度に品質優良と判断して育成を終了した。2015年（平成27年）2月に新品種「ねおスイート」と名付けて農林水産省に品種登録を出願し（公表日：2015年7月27日）、2017年（平成29年）2月22日に品種登録された。
収穫時期は太秋とほぼ同じで、岐阜県で栽培されていた「松本早生富有」よりも5日ほど早い。JA全農岐阜では2020年（令和2年）度からの本格的な市場出荷を想定し、収穫期が同じ松本早生富有からの転換をすすめた。

## 果実
果実の大きさは太秋より小さいが、松本早生富有や新秋とほぼ同じで、量販店でも扱いやすい大きさとなっている。果実の糖度は松本早生富有や太秋の大半が15度未満であるのに対し、ねおスイートでは8割以上が18度以上であるなど、高糖度果実の発生割合が高い。

## 天下富舞

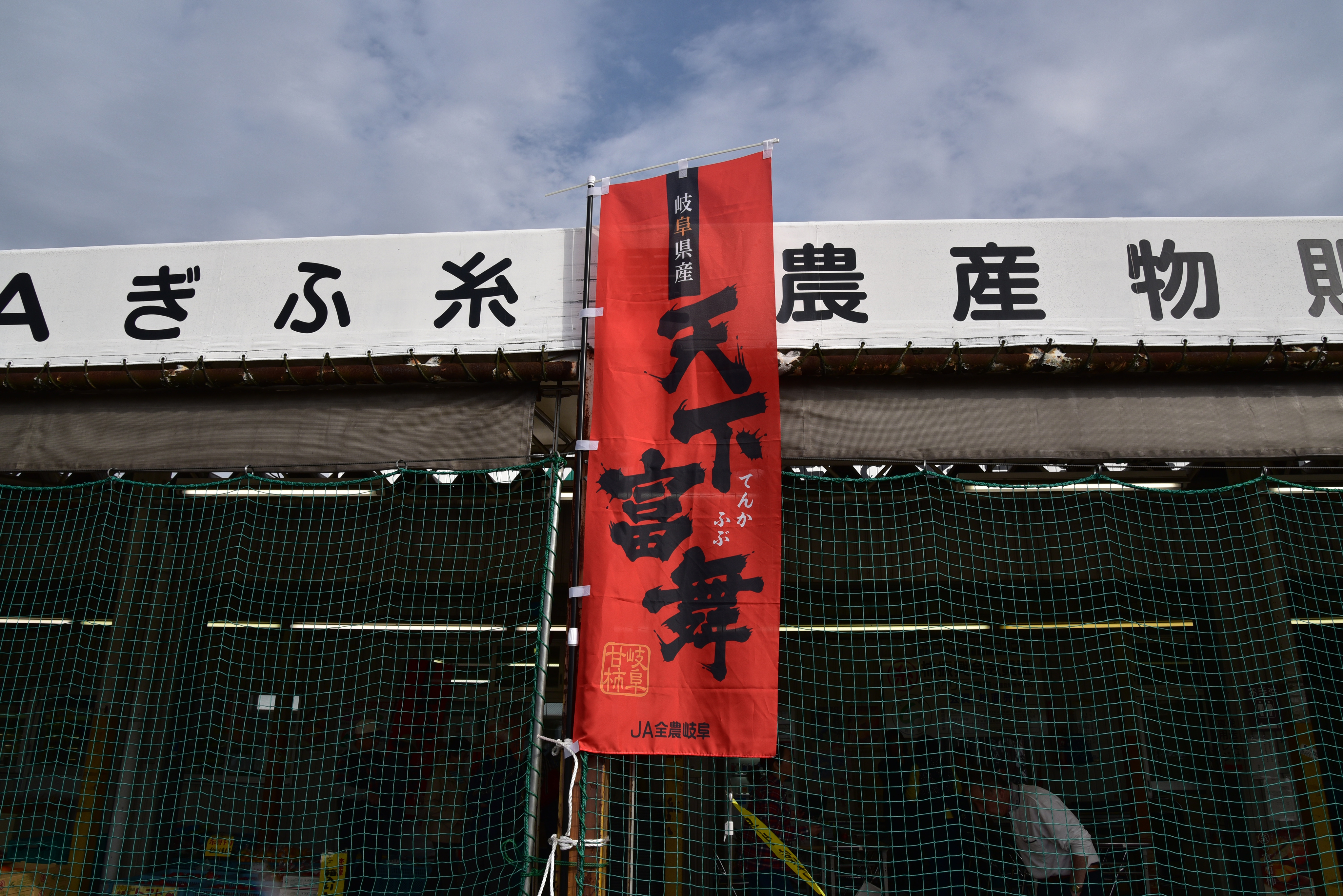
天下富舞宣伝用旗

天下富舞（てんかふぶ）とは、ねおスイートの中でも特に高品質なものについて認められるブランド名。糖度や大きさによって以下の3段階に格付けされる。
- 天下人 - 大きさ3L（300g）以上、糖度25度以上
- 大将 - 大きさ3L（300g）以上、糖度20度以上
- 武人 - 大きさL以上、糖度18以上

名称はJA全農岐阜の一般公募によって決定され、2016年（平成28年）6月1日から7月31日の間に467作品の応募があった。岐阜の名付け親である織田信長の政策「天下布武」にちなみ、「新品種に携わるすべての人に富が舞いこむように」との願いが込められている。初出荷前の2016年（平成28年）10月19日には「お披露目会」にてブランド名が発表され、岐阜女子大学の学生が「天下富舞」の文字を特大筆で書き上げるパフォーマンスが行われた。
初出荷の2016年は10月28日に愛知県豊山町の名古屋市中央卸売市場北部市場で、糖度25度の天下富舞が史上最高額の2個で税別30万円で取引された。それ以来、2017年（平成29年）と2018年（平成30年）は50万円、2019年（令和元年）は70万円、2020年（令和2年）は80万円、2021年（令和3年）は86万円、2022年（令和4年）は100万円と毎年のように最高額を更新している。
初出荷の2016年時点で天下富舞として出荷した農家は2件だけだったが、出荷数はねおスイートの本格的出荷の目標としていた2020年には3000個、2021年には6000個と増加している。